# Etnikai kisebbségek Kínában

Kína etnolingvisztikai térképe, 1983; forrás: CIA

Kína etnikailag a külső szemlélő számára nagyon homogén, hiszen a lakosság több mint 90%-a egy nemzetiséghez, a hanokhoz tartozik (etnikailag a huj kínaiak is hanok – csupán vallásuk különbözik) és a más nemzetiségű kisebbségek is hasonló antropológiai jellemzőket mutatnak. Hivatalosan a szócikkben is felsorolt nemzeti kisebbségeket ismeri el a kínai kormány. A hanok Kína történelme során kovácsolódtak egy nemzetté több törzsből. Kína hagyományosan a benne élő népek kulturális és politikai olvasztótégelye, a különböző nemzetiségek együttélése természetes.

## A nemzetiségek, törzsek megítélése
A mai Kínában kisebbségben élő nemzetiségeket a történelem folyamán (még a 20. század első felében is) a többségi nemzet vadállatoknak tekintette. (1949 előtt a nem han nemzetiségűek egyik nevének kínai írott formájában 狄 szerepelt a vadállat [ma: kutya] jele is: 犭/ 犬.)[forrás?]
A kínai nyelvben a nemzet mint modern fogalom aránylag későn jelent meg. Liang Csicsao (梁啟超, Liang Qichao), a modern gondolkodás egyik kínai előfutára két szó – a min (nép, népesség, népcsoport) és zu (klán, törzs, nemzetség) – összetételével új szót alkotott, a minzu-t (民族). E szó kínaiul nemzetet jelent.[forrás?]
Jelenleg a nemzetet mint fogalmat kétféleképpen értelmezik Kínában. Tágabb értelemben jelenti a Kínában élő összes nemzetiséget. Ebben az esetben jelzőként a zhonghua szerepel előtte (中华 / 中華). Megjegyzendő, hogy 1949 előtt a zhonghua a han (汉/漢) nemzetnév szinonimája volt. Az akkori felfogás szerint nem is lehetett másként értelmezni, hiszen a hua (virág) szó a magasabbrendűséget jelentette.[forrás?]

## Etnikai csoportok
A legtöbb etnikai csoport eltérnek egymástól, de van néhány, ami nagyon hasonló a hanhoz. Például a legtöbb huj kínait szinte meg sem lehet különböztetni a han kínaitól, leszámítva, hogy ők az iszlám vallást gyakorolják.
Az 1978-as alkotmány megengedte a nemzeti kisebbségeknek, hogy használhassák nyelvüket.
A kínai kormány által együvé sorolt nemzetiségek némelyike több különböző csoportot is magában foglal. A miao kisebbség más-más csoportjai például a hmong-mien nyelvek, a tai-kadai nyelvek és a kínai nyelvek különböző dialektusait beszélik, és számos különböző szokást követnek.
Néhány, kisebb népességből álló etnikai csoportot egyszerűen összevonnak.

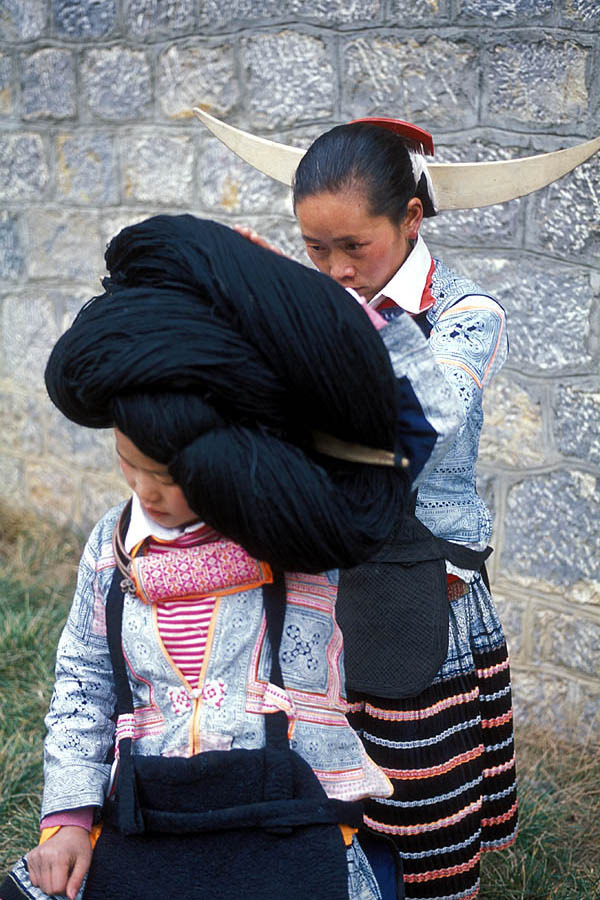
A Hosszú-szarv törzs, a miao népcsoport egy kisebb ága Kujcsou tartomány nyugati részében

Miközben a han kínaiak teszik ki Kína teljes populációjának nagy részét, a népesség eloszlása nagymértékben egyenlőtlen Kína nyugati részén, ugyanis ott a han kínaiak alkotják a kisebbséget.
Kína sok nemzeti kisebbségből álló természete az asszimiláció sok századának egy eredménye, bővítése és a területek modern megszilárdítása, amiket a Csing-dinasztia alatt belefoglaltak.
Néhány csoport – mint például a tibetiek vagy a mongolok – neheztelnek a többségre. Más csoportok, mint a csuangák, a mandzsuk, a hujok és a koreaiak nagyon jól beilleszkedtek a nemzeti közösségbe.[forrás?]

## Az etnikai kisebbségek demográfiai jellemzői
A 2010-es népszámlálás adatai szerint Kína 9 596 961 km² területén 1 339 724 852 ember élt, a 2013-as becslés 1 357 380 000.
Az 1990-es, 2000-es és 2010-es népszámlálások adatai szerint a Kínában élő 56 nemzetiség létszáma a következő.
| Nemzetiség neve    | Nemzetiség neve     | Nemzetiség neve | Nemzetiség neve            | Nemzetiség neve      | Lélekszám | Lélekszám     | Lélekszám     | Lélekszám     |
| magyar             | angol/nemzetközi    | kód             | pinyin                     | egyszerűsített kínai | 2010 (%)  | 2010          | 2000          | 1990          |
| ------------------ | ------------------- | --------------- | -------------------------- | -------------------- | --------- | ------------- | ------------- | ------------- |
| han                | Han                 | HA              | Hàn Zú                     | 汉族                 | 91,6474%  | 1,220,844,520 | 1,139,773,008 | 1,042,482,187 |
| csuang             | Zhuang              | ZH              | Zhuàng Zú                  | 壮族                 | 1,2700%   | 16,926,381    | 16,187,163    | 15,489,630    |
| huj                | Hui                 | HU              | Huí Zú                     | 回族                 | 0,7943%   | 10,586,087    | 9,828,126     | 8,602,978     |
| mandzsu            | Manchu/Man          | MA              | Mǎn Zú                     | 满族                 | 0,7794%   | 10,387,958    | 10,708,464    | 9,821,180     |
| ujgur              | Uyghur              | UG              | Wéiwú'ěr Zú                | 维吾尔族             | 0,7555%   | 10,069,346    | 8,405,416     | 7,214,431     |
| miao               | Miao                | MH              | Miáo Zú                    | 苗族                 | 0,7072%   | 9,426,007     | 8,945,538     | 7,398,035     |
| ji                 | Yi                  | YI              | Yí Zú                      | 彝族                 | 0,6538%   | 8,714,393     | 7,765,858     | 6,572,173     |
| tucsia             | Tujia               | TJ              | Tǔjiā Zú                   | 土家族               | 0,6268%   | 8,353,912     | 8,037,014     | 5,704,223     |
| tibeti             | Tibetan/Zang        | ZA              | Zàng Zú                    | 藏族                 | 0,4713%   | 6,282,187     | 5,422,954     | 4,593,330     |
| mongol             | Mongol              | MG              | Měnggǔ Zú                  | 蒙古族               | 0,4488%   | 5,981,840     | 5,827,808     | 4,806,849     |
| tung               | Dong                | DO              | Dòng Zú                    | 侗族                 | 0,2161%   | 2,879,974     | 2,962,911     | 2,514,014     |
| puji               | Bouyei              | BY              | Bùyī Zú                    | 布依族               | 0,2153%   | 2,870,034     | 2,973,217     | 2,545,059     |
| jao                | Yao                 | YA              | Yáo Zú                     | 瑶族                 | 0,2098%   | 2,796,003     | 2,638,878     | 2,134,013     |
| paj                | Bai                 | BA              | Bái Zú                     | 白族                 | 0,1451%   | 1,933,510     | 1,861,895     | 1,594,827     |
| koreai             | Korean/Chosen       | CS              | Cháoxiǎn Zú                | 朝鲜族               | 0,1374%   | 1,830,929     | 1,929,696     | 1,920,597     |
| hani               | Hani                | HN              | Hāní Zú                    | 哈尼族               | 0,1246%   | 1,660,932     | 1,440,029     | 1,253,952     |
| li                 | Li                  | LI              | Lí Zú                      | 黎族                 | 0,1098%   | 1,463,064     | 1,248,022     | 1,110,900     |
| kazak              | Kazakh/Kazak        | KZ              | Hāsàkè Zú                  | 哈萨克族             | 0,1097%   | 1,462,588     | 1,251,023     | 1,111,718     |
| taj                | Dai                 | DA              | Dǎi Zú                     | 傣族                 | 0,0946%   | 1,261,311     | 1,159,231     | 1,025,128     |
| sö                 | She                 | SH              | Shē Zú                     | 畲族                 | 0,0532%   | 708,651       | 710,039       | 630,378       |
| liszu              | Lisu                | LS              | Lìsù Zú                    | 傈僳族               | 0,0527%   | 702,839       | 635,101       | 574,856       |
| tunghsziang        | Dongxiang           | DX              | Dōngxiāng Zú               | 东乡族               | 0,0466%   | 621,500       | 513,826       | 373,872       |
| kolao              | Gelao               | GL              | Gēlǎo Zú                   | 仡佬族               | 0,0413%   | 550,746       | 579,744       | 437,997       |
| lahu               | Lahu                | LH              | Lāhù Zú                    | 拉祜族               | 0,0365%   | 485,966       | 453,765       | 411,476       |
| va                 | Va                  | VA              | Wǎ Zú                      | 佤族                 | 0,0322%   | 429,709       | 396,709       | 351,974       |
| suj                | Sui                 | SU              | Shuǐ Zú                    | 水族                 | 0,0309%   | 411,847       | 407,000       | 345,993       |
| nahszi             | Nakhi/Naxi          | NX              | Nàxī Zú                    | 纳西族               | 0,0245%   | 326,295       | 309,477       | 278,009       |
| csiang             | Qiang               | QI              | Qiāng Zú                   | 羌族                 | 0,0232%   | 309,576       | 306,476       | 198,252       |
| tu                 | Tu                  | TU              | Tǔ Zú                      | 土族                 | 0,0217%   | 289,565       | 241,593       | 191,624       |
| mulaók             | Mulao               | ML              | Mùlǎo Zú                   | 仫佬族               | 0,0162%   | 216,257       | 207,464       | 159,328       |
| hszipo (vagy sibo) | Xibe                | XB              | Xībó Zú                    | 锡伯族               | 0,0143%   | 190,481       | 189,357       | 172,847       |
| kirgiz             | Kyrgyz/Kirgiz       | KG              | Kē'ěrkèzī Zú               | 柯尔克孜族           | 0,0140%   | 186,708       | 160,875       | 141,549       |
| csingpo            | Jingpo              | JP              | Jǐngpō Zú                  | 景颇族               | 0,0111%   | 147,828       | 132,158       | 119,209       |
| dahur/daur         | Daur                | DU              | Dáwò'ěr Zú                 | 达斡尔族             | 0,0099%   | 131,992       | 132,747       | 121,357       |
| szalar             | Salar               | SL              | Sālā Zú                    | 撒拉族               | 0,0098%   | 130,607       | 104,521       | 87,697        |
| pulangok           | Blang               | BL              | Bùlǎng Zú                  | 布朗族               | 0,0090%   | 119,639       | 91,891        | 82,280        |
| maonan             | Maonan              | MN              | Máonán Zú                  | 毛南族               | 0,0076%   | 101,192       | 107,184       | 71,968        |
| tadzsik            | Tajik               | TA              | Tǎjíkè Zú                  | 塔吉克族             | 0,0038%   | 51,069        | 41,056        | 33,538        |
| pumi               | Pumi                | PM              | Pǔmǐ Zú                    | 普米族               | 0,0032%   | 42,861        | 33,628        | 29,657        |
| acsang             | Achang              | AC              | Āchāng Zú                  | 阿昌族               | 0,0030%   | 39,555        | 33,954        | 27,708        |
| nu                 | Nu                  | NU              | Nù Zú                      | 怒族                 | 0,0028%   | 37,523        | 28,770        | 27,123        |
| evenki             | Ewenki              | EW              | Èwēnkè Zú                  | 鄂温克族             | 0,0023%   | 30,875        | 30,545        | 26,315        |
| csing              | Gin                 | GI              | Jīng Zú                    | 京族                 | 0,0021%   | 28,199        | 22,584        | 18,915        |
| csinuo             | Jino                | JN              | Jīnuò Zú                   | 基诺族               | 0,0017%   | 23,143        | 20,899        | 18,021        |
| palaung/töang      | De'ang/Deang        | DE              | Dé'áng Zú                  | 德昂族               | 0,0015%   | 20,556        | 17,935        | 15,462        |
| paoán              | Bonan               | BO              | Bǎo'ān Zú                  | 保安族               | 0,0015%   | 20,074        | 16,505        | 12,212        |
| orosz              | Russian/Russ        | RS              | Éluósī Zú                  | 俄罗斯族             | 0,0012%   | 15,393        | 15,631        | 13,504        |
| jugur              | Yugur               | YG              | Yùgù Zú                    | 裕固族               | 0,0011%   | 14,378        | 13,747        | 12,297        |
| üzbég              | Uzbek               | UZ              | Wūzībiékè Zú               | 乌孜别克族           | 0,0008%   | 10,569        | 12,423        | 14,502        |
| monpa              | Monba               | MB              | Ménbā Zú                   | 门巴族               | 0,0008%   | 10,561        | 8,928         | 7,475         |
| orocsen            | Oroqen              | OR              | Èlúnchūn Zú                | 鄂伦春族             | 0,0006%   | 8,659         | 8,216         | 6,965         |
| tulung             | Derung              | DR              | Dúlóng Zú                  | 独龙族               | 0,0005%   | 6,930         | 7,431         | 5,816         |
| nanáj/hocsö/gold   | Hezhen              | HZ              | Hèzhé Zú                   | 赫哲族               | 0,0004%   | 5,354         | 4,664         | 4,245         |
| kaosan             | Gaoshan             | GS              | Gāoshān Zú                 | 高山族               | 0,0003%   | 4,009         | 4,488         | 2,909         |
| lhopa              | Lhoba               | LB              | Luòbā Zú                   | 珞巴族               | 0,0003%   | 3,682         | 2,970         | 2,312         |
| tatár              | Tatar               | TT              | Tǎtǎ'ěr Zú                 | 塔塔尔族             | 0,0003%   | 3,556         | 4,895         | 4,873         |
| ismeretlen         | Undistinguished     | –               | Wèi Shìbié Mínzú           | 未识别民族           | 0,0480%   | 640,101       | 734,438       | 749 341       |
| honosított         | Naturalized Citizen | –               | Wàiguórén Jiārù Zhōngguójí | 外国人加入中国籍     | 0,0001%   | 1,448         | 941           | 3,421         |

## Nemzetiségi jog Kínában
Az 1978-as alkotmány megengedte a nemzeti kisebbségeknek, hogy használhassák nyelvüket a helyi közigazgatásban, szerepelt benne az autonóm területek önkormányzata. 1982 után még nagyobb kedvezményeket kaptak: felmentést az "egy család – egy gyerek" politikai irányvonal alól, különleges tanulási lehetőségeket, nagyobb beleszólást helyi szinten az adók felhasználásába. Elfogadták ünnepeiket, vallási szokásaikat, hivatalos támogatást kapott kultúrájuk. Ennek az lett a következménye, hogy egyre többen vallották magukat valamelyik kisebbségi népcsoport tagjának, hogy igénybe vehessék a kedvezményeket.[forrás?]
A most is érvényben levő 1982-es alkotmány előszava kimondja:[forrás?]
„A Kínai Népköztársaság az ország valamennyi nemzetisége által közösen alkotott, soknemzetiségű egységes állam. Az országban élő minden nemzetiség teljesen egyenjogú. Az állam garantálja a nemzeti kisebbségek jogait és érdekeinek érvényesülését, megvédi és fejleszti a jogegyenlőség, egyetértés és kölcsönös segélynyújtás elvén nyugvó nemzetiségek közti kapcsolatokat. Szigorúan tilos a nemzeti kisebbségek hátrányos megkülönböztetése vagy a nemzetiségek bármilyen módon történő elnyomása. A nemzeti kisebbségek igényei és sajátosságai szerint az állam segíti a kisebbségek lakta területek gazdasági és kulturális fejlődését. Az egy tömbben élő nemzeti kisebbségek területi autonómiát gyakorolnak, önkormányzati intézményeket létesítenek és gyakorolják önkormányzati jogukat. Az összes nemzeti kisebbségi autonóm terület a KNK elidegeníthetetlen részét képezi. Minden nemzetiség szabadon használhatja és fejlesztheti nyelvét és kultúráját, megtarthatja vagy átalakíthatja szokásait és hagyományait.”

## Vallások, világnézetek nemzetiségek szerint
- kereszténység: liszu

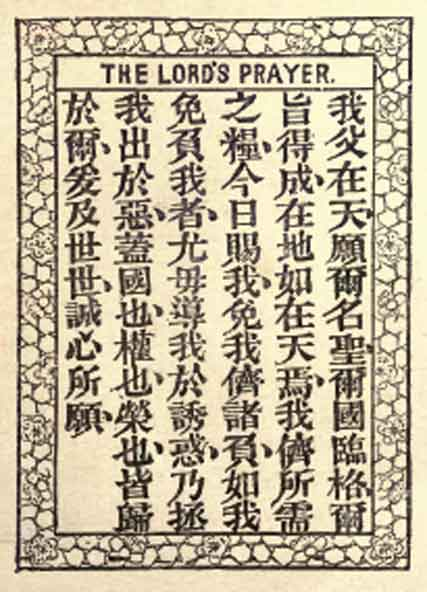
A Miatyánk klasszikus kínai nyelven, 1889

- buddhizmus/taoizmus: baj, blang, thai, csinuo, csing, csingpo, mongol, mandzsu, nahszi (és moszuo), nu, tibeti és jugur („sárga ujgur”)[14]
- keleti ortodox kereszténység: orosz, evenki
- iszlám: huj, ujgur, kazak, tunghsziang, kirgiz, szalar, tadzsik, üzbég, baoan és tatár
- sámánizmus/animizmus: csuang, daur, evenki és orocsen